# Learjet
Learjet je americký letecký výrobce založený v roce 1962 Williamem Powellem Learem jako Lear Jet Inc. v americkém městě Wichita a známý díky výrobě vojenských a zejména civilních typů letadel (obchodní proudové letouny tzv. bizjety – business-jets).
Od dubna 1990 je sdružen v letecké divizi Bombardier Aerospace kanadského koncernu Bombardier.

## Historie
Předchůdcem Learjet byla společnost Swiss American Aircraft Corporation (SAAC), založená v roce 1960 W. Learem se sídly v americkém Delaware a švýcarském St. Gallenu. Šéfkonstruktérem byl zvolen Dr. Hans L. Studer, který byl tvůrcem švýcarského vojenského letounu FFA P-16 Düsenstorch. Dr. Studer zanedlouho zhotovil projekt civilního letounu SAAC 23 Execujet, který vycházel z P-16. Použito bylo celé křídlo s koncovými nádržemi a hlavní podvozek.
V březnu 1962 Bill Lear přerušil své evropské aktivity a celý projekt i s rozpracovanými díly a přípravky přesunul do USA. V srpnu 1962 pak v Kansaské Wichitě založil novou firmu Lear Jet Corporation. Po přestěhování začali američtí konstruktéři pracovat na dokončení prototypu, který byl oproti původnímu projektu osazen silnějšími motory General Electric CJ610-1 o tahu 12,9 kN. 7. října 1963 stroj s novým označením Learjet 23 (N801L) zalétal pilot Henri Beaird. Dne 5. března následujícího roku byl zalétán druhý prototyp (N802L).
Certifikační zkoušky nového letounu zbrzdila v červnu 1964 havárie prvního prototypu, při které po nouzovém přistání celý shořel. Americký úřad FAA vystavil typu Learjet 23 osvědčení o způsobilosti provozu dne 31. července 1964. 13. října byl první exemplář předán zákazníkovi, kterým se stala společnost Chemical and Industrilal Corporation of Cincinnati ze státu Ohio.
Zahájení sériové výroby prvního Biz-jetu na světě bránil nedostatek kapitálu, který Lear vyřešil prodejem akcií v minimální hodnotě 1,75 dolaru. Vznikla tak akciová společnost složená z půl miliónu vlastníků. Prodejem dalších akcií po 10 dolarech se podařilo vytvořit základní kapitál v hodnotě 3,5 miliónu dolarů.
Ověřovací série Learjetu 23 s přetlakovou kabinou pro dva piloty a šest cestujících stanovila cenu letounu na 496 500 dolarů. Po vyrobení 20 kusů modelu 23 došlo k prvním konstrukčním změnám. Klasické křídlo bylo nahrazeno křídlem s chemicky opracovaným potahem, laminátová náběžná hrana byla zaměněna za kovovou. Letadlo také dostalo výkonnější motory GE CJ610-4. Celková produkce ve Wichitě dosáhla 104 kusů.
Na „Třiadvacítku“ navázala varianta Learjet 24 se zvýšenou vzletovou hmotností, jejíž prototyp vzlétl 24. února 1966. Dodávky nových letounů byly zahájeny již v březnu. 12. srpna 1966 vzlétla poslední verze Learjetu vyvinutá pod vedením Leara, Learjet 25 s prodlouženým trupem o 1,27 m a zvětšenými palivovými nádržemi. Letoun pro osm cestujících a dva členy osádky byl zákazníkům dodáván od listopadu 1967.

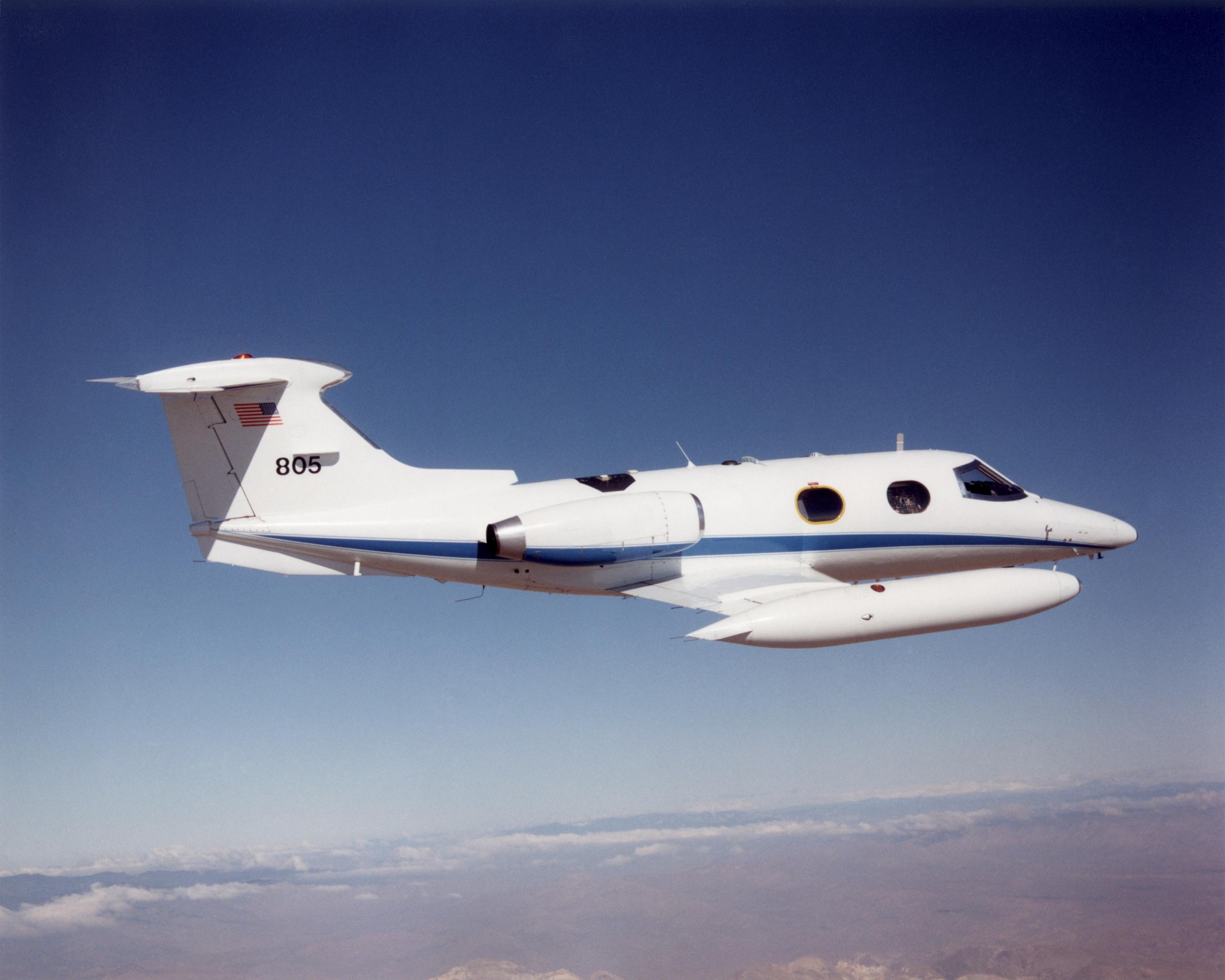
NASA Learjet 24, v červnu 2001 zničený při havárii

V roce 1967 získala 60% podílu ve firmě společnost Gates Rubber Company of Denver ze státu Colorado. Na základě těchto majetkoprávních změn byl od února 1970 upraven název na Gates Learjet Corporation.
V roce 1968 poprvé vzlétla varianta Learjet 24B s dvojicí silnějších motorů General Electric CJ610-6 o tahu 13,13 kN, která získala certifikaci 17. prosince 1968.
Zjednodušený levnější model Learjet 24C byl zalétán v roce 1970, sériově se však nevyráběl. Na konci roku 1970 obohatily nabídku firmy dvě nové, podstatně zdokonalené verze Gates Learjet 25B a dálková Gates Learjet 25C pro 4 pasažéry.

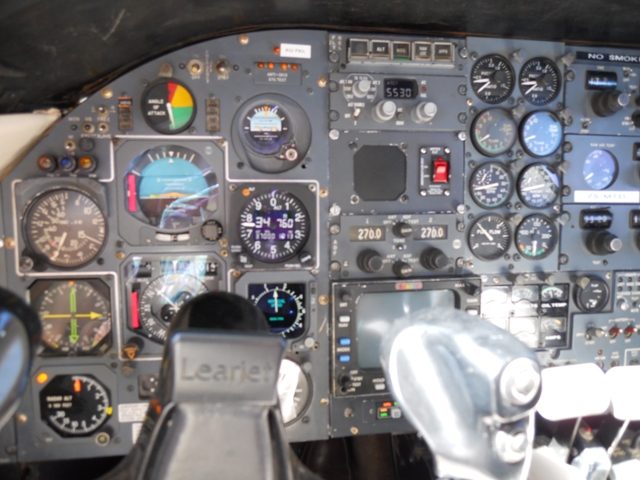
Přístrojová deska letounu Learjet 25B

Značného rozšíření dosáhla verze Gates Learjet 24D z roku 1972 se čtvercovými okny přepravní kabiny. Další vývoj „Čtyřiadvacítek“ pokračoval variantou Learjet 24E, poháněnou motory General Electric CJ610-6, která byla určena pro lety na menší vzdálenosti. Naopak dálkovou verzí s motory General Electric CJ610-8A o tahu 13,80 kN se stal Learjet 24F. Výroba letounu Learjet 24E byla ukončena v roce 1979, Learjet 24F pak v roce 1980. Celkem bylo vyrobeno 258 kusů Learjetu 24 všech verzí.
4. ledna 1973 byl zalétán prototyp letounu Gates Learjet 26 s dvouproudovými motory Garrett TFE 731. Ekonomičtější a méně hlučné dvouproudové motory firmy Garret AiResearch byly poprvé testovány na upraveném letounu Gates Learjet 25D-GE již v letech 1971 a 1972. Aby se již na první pohled dalo rozpoznat, že se jedná o Learjety nové generace, rozhodlo v květnu 1973 vedení firmy označovat verze s dvouproudovými motory „Třicítkovou“ řadou. Manažeři společnosti se navíc rozhodli zdůraznit výrazně prodloužený dolet i v obchodním názvu letounu. Verze Gates Learjet 35 určená pro přepravu osmi cestujících a dvou členů osádky na vzdálenost až 4200 km nesla označení Transcontinental a rozměrově stejně velký dálkový Gates Learjet 36 pro šest cestujících s přídavnou nádrží o kapacitě 706 litrů Intercontinental. V červenci 1974 dostala nová modelová řada osvědčení FAA a koncem tohoto roku odebrali první zákazníci sériové Learjety druhé generace.
Od konce roku 1975 bylo ve výrobě pro všechny Learjety zavedeno nové křídlo Century III s novou aerodynamikou. Od následujícího roku bylo zavedeno rovněž u nové modelové řady 35/36, což mělo za následek prodloužení doletu o 7% a snížení přistávací rychlosti o 30 km/h. Vznikla tak modelová řada Gates Learjet 35A/36A.
V roce 1976 byly představeny letouny Gates Learjet 25D a dálkový Gates Learjet 25F s výškovými motory General Electric CJ610-8A s obraceči tahu, umožňující lety ve výškách 15 500 m.

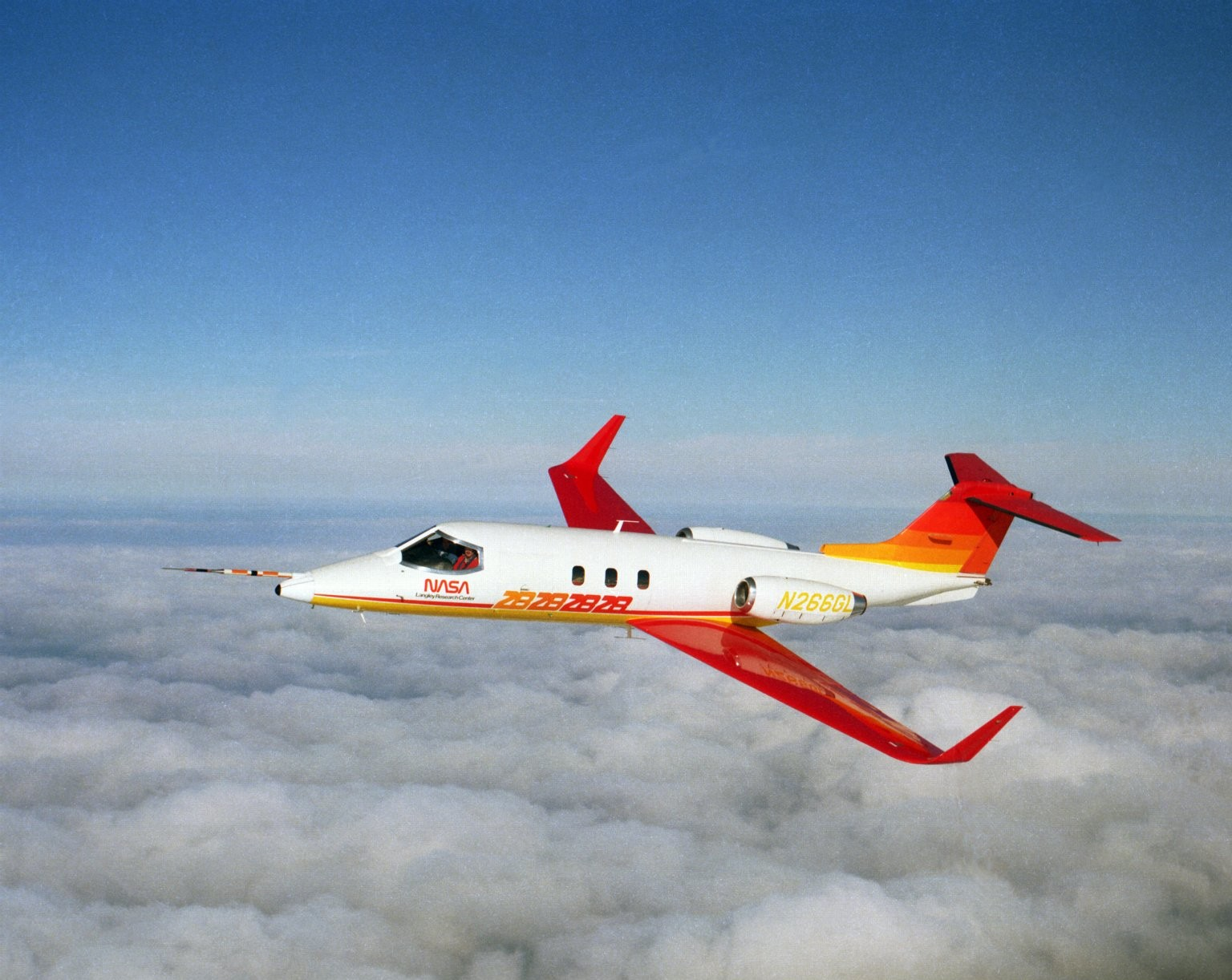
Gates Learjet 28 Longhorn

24. srpna 1977 byl zalétán prototyp nové modelové řady Gates Learjet 28/29 Longhorn se zcela novým křídlem o větším rozpětí. Na počátku roku 1979 byly první sériové stroje připraveny pro zákazníky, kteří však díky vyšší ceně nejevili o stroje zájem. V roce 1982 tak bylo rozhodnuto o ukončení výroby této modelové řady. Celkem bylo vyrobeno pět kusů „Osmadvacítek“ pro 10 cestujících a dvě dálkové „Devětadvacítky“ pro osm pasažérů.
Od roku 1978 se výrobce rozhodl dodávat „Třicítkovou“ řadu standardně s obraceči tahu motorů od firmy Aeronca s možností zpětné montáže na dříve postavené letouny.
Na Pařížském aerosalonu 1977 oznámila společnost Gates Learget svůj záměr připravit pro odběratele typovou řadu s větším trupem, která bude využívat aerodynamicky vhodných křídel Longhorn. První let prototypu Learjet 55 (N551GL) se uskutečnil 19. dubna 1979 s dvojicí dvouproudových motorů Garret AiResearch TFE31-3A o tahu 16,24 kN. První prototyp sloužil výrobci k ověření základních letových vlastností a ovladatelnosti stroje. Na podzim 1979 se do testů funkce všech palubních systémů zapojil rovněž druhý prototyp (N552GL). V době záletu prvního sériového Gates Leargetu 55 v srpnu 1980 registroval výrobce více než 100 závazných objednávek. Po certifikaci 18. března 1981 začali od konce dubna zákazníci přebírat nové letouny. Jejich výroba probíhala v pobočném závodě Gates Learjet Corporation v Tucsonu ve státě Arizona. Také „Pětapadesátka“ byla během výroby postupně modernizována.
V září 1980 vzlétl Gates Learjet 25G, vyvinutý společně firmami Gates Learjet a Dee Howard Company. Úprava vycházela z „Déčka“ s pozměněnou avionikou, palubním vybavením a s přídavnými nádržemi, které zvyšují dolet o 20%. Celková výroba modelu 25 dosáhla 368 kusů všech verzí.
Na podzim roku 1983 došlo k předvedení modernizované modelové řady Gates Learget 35A/36A provedená ve spolupráci se společností Dee Howard Company. Na modernizované pohonné jednotky Garret TFE 731-2B byly instalovány nově navržené obraceče tahu, modernizaci prodělal také kokpit vybavený vícefunkčními obrazovkami.
V září 1986 byl představen modernizovaný Learjet 55, který měl pilotní kabinu vybavenou vícefunkčními obrazovkami a digitálními přístroji namísto klasických analogických. Zvýšena byla rovněž zásoba pohonných hmot v aerodynamicky vylepšeném křídle. Takto modifikované letouny nesly označení Learjet 55B.
Další inovací Learjetu 55B vznikl v září 1987 Learjet 55C s dvojicí 2,88 m dlouhých motýlkových ploch pod zádí trupu. Zdokonalila se tak stabilita letu při všech rychlostech, zejména pak při přistávání. Zlepšené aerodynamice letounu odpovídají také pylony nesoucí motory Garret AiResearch TFE731-3A-2A o tahu 16,46 kN. Jejich zadní odtoková část je prodloužena a plynule přechází do trupu. Osvědčení o letové způsobilosti bylo vydáno FAA v prosinci 1988. Vestavbou přídavných nádrží za účelem zvýšení doletu vznikly ještě verze Learjet 55C/ER (dolet 4331 km) a Learjet 55C/LR (dolet 4651 km).
V září 1987 došlo k další změně majitele. Společnost Integrated Acquisition Inc. získala 64,8% podíl ve firmě Gates Learjet a zároveň změnila její název na Learjet Corporation. V této době majetkových změn přichází společnost po modelu 55C s menším letounem Learjet 31 pro 7 až 8 cestujících, což byla modernizace osvědčených typů 35 a 36. Nový model byl opatřen křídlem Longhorn s winglety a dvojicí invertních motýlkových kýlových ploch pod trupem. Staly se trvalou součástí všech nadcházejících verzí. První prototyp (N311DF) upravený z Learjetu 35A uskutečnil premiérový let 11. května 1987.
V dubnu 1990 byl začleněn do letecké divize Bombardier Aerospace kanadského koncernu Bombardier. Bombardier nabídl částku 75 milionů US dolarů společně s převzetím všech dluhů. Pod názvem Learjet Incorporation se tak výrobní závod ve Wichitě stal součástí Bombardieru, který s sebou přinesl silnější reklamní podporu a nová odbytiště.

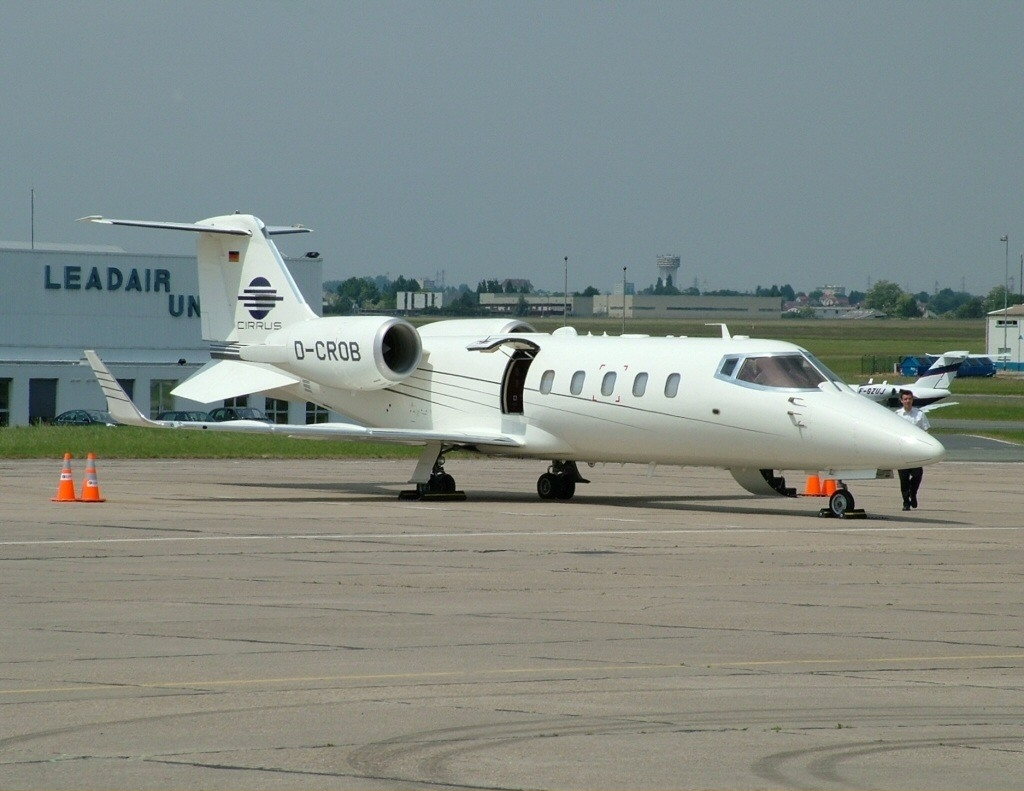
Learjet 60 Cirrus Aviation (D-CROB), Paříž (Le Bourget), Francie

Prvním novým modelem, který vznikl pod vedením Bombardieru, byl Learjet 60, který úzce navazoval na variantu 55C. Přístrojové vybavení již bylo plně digitální od společnosti Rockwell Collins, k základnímu vybavení patřil také povětrnostní radar WXR840 a autopilot. Pilotní kabina dostala nové zasklení s větší plochou vyhřívaných čelních skel. Šesti až devítimístná kabinová část byla rozšířena o 70 mm a prodloužena o 710 mm, zavazadlový prostor byl zvětšen na celkovou kapacitu 1,67 m³. Se zvýšenou maximální vzletovou hmotností byl upraven také podvozek letadla. První prototyp přestavěný z verze 55 poprvé vzlétl 18. října 1990, poháněný dvojicí motorů TFE731-3A-2A. Po testech letových vlastností byly zaměněny za silnější pohonné jednotky Pratt & Whitney Canada PW305A o tahu 20,46 kN, se kterými poprvé vzlétl 13. června 1991. První sériový kus (N601LJ) opustil výrobní závod 15. června 1992.
V červenci 1991 vystřídala na výrobním pásu ve Wichitě základní verzi 31 nová zdokonalená varianta Learjet 31A s novým přístrojovým vybavením. Navíc může být na přání odběratelů vybaven brzdícím padákem pro zkrácení délky přistání. Pro zákazníky požadující delší dolet byl připraven Learjet 31A/ER s vestavěnou trupovou přídavnou nádrží. Jeden Learjet 31A (výr. č. 31A-095, OK-AJD) byl v létech 1995 až 1996 provozován pro potřeby majitele vítkovických železáren, firmu ICEC, jako služební letoun.
V září 1992 byl ohlášen vývoj zcela nové konstrukce pod vedením Bombardieru, Learjet 45, navazující na variantu 31A. Na jeho konstrukci se podílely společnosti z USA, Kanady a Velké Británie, které působí pod tímto koncernem. Prodloužený trup o 2,85 m pojme až 9 cestujících. U „Pětačtyřicítky“ bylo použito nové křídlo navržené odborníky v NASA, které má mírně zvětšenou šípovitost a změněnou mechanizaci. Ve standardní výbavě je také povětrnostní radar Primus 650. Za pohon byla zvolena dvojice motorů Honeywell TFE731-20 o tahu 15,57 kN. Trup Lerjetů 45 byl vyráběn v severoirském Belfastu u společnosti Shorts a křídla u kanadské firmy Downsview. Konečná montáž pak probíhala ve Wichitě, kde byla v roce 1994 zahájena kompletace prvního prototypu (N45XL). Ten poprvé vzlétl 7. října 1995. Další 4 prototypy se v průběhu let 1996 a 1997 zapojily do testů jednotlivých systémů. Poslední pátý prototyp odpovídal sériovému provedení a sloužil k ověření spolehlivosti a měření hluku v kabině. Certifikace byla vystavena v roce 1998 a 28. července toho roku byl první sérioví kus (N903HC) předán zákazníkovi.
V srpnu 1998 byl předán dvoutisící vyrobený Learjet, kterým se stal model 45 s imatrikulací N158PH.

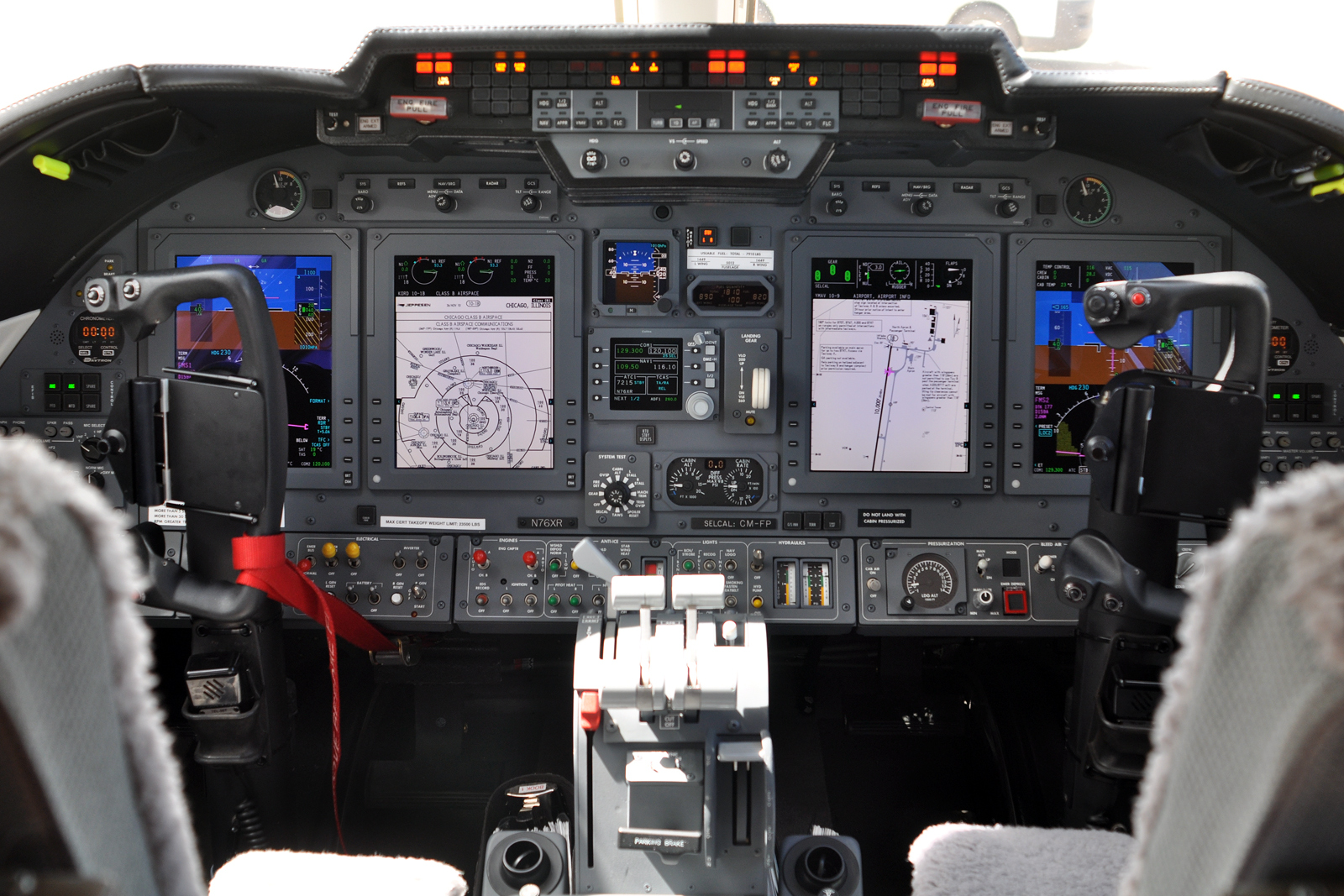
Přístrojová deska letounu Bombardier Learjet 60XR

31. srpna 2002 poprvé vzlétl prototyp stroje Bombardier Learjet 40 (N45XL), který vychází z modelové řady 45. Již 5. září byl následován prvním sériovým kusem (N40LJ). Podobně jako u většího Learjetu 45 je výroba rozdělena mezi společnost Shorts a Downsview s konečnou montáží ve Wichitě. Stejné jsou také motory Honeywell (Allied-Signal/Garrett) TFE731-20. Prvním oficiálním zákazníkem se stal italský provozovatel Eurojet Italia.
V roce 2002 byl rovněž předveden Learjet 45XR s delším doletem a novými motory Honeywell TFE731-20BR.
V roce 2006 obohatil rozsáhlou nabídku verzí typ Bombardier Learjet 60 XR, který úzce navázal na zavedenou variantu  Learjet 60. Hlavní modernizací prošel kokpit. Úpravou uložení podlahy bylo dosaženo zvýšení stropu palubní kabiny. modifikací prošel rovněž přetlakový systém a klimatizace. První exemplář (imatrikulace N50163) vzlétl z letiště Eastern Iowa Airport v Cedar Rapids 3. dubna 2006. Pohon zajišťovala dvojice turbodmychadlových motorů Pratt & Whitney PW305A s tahem po 20,46 kN.

## Vojenské Learjety

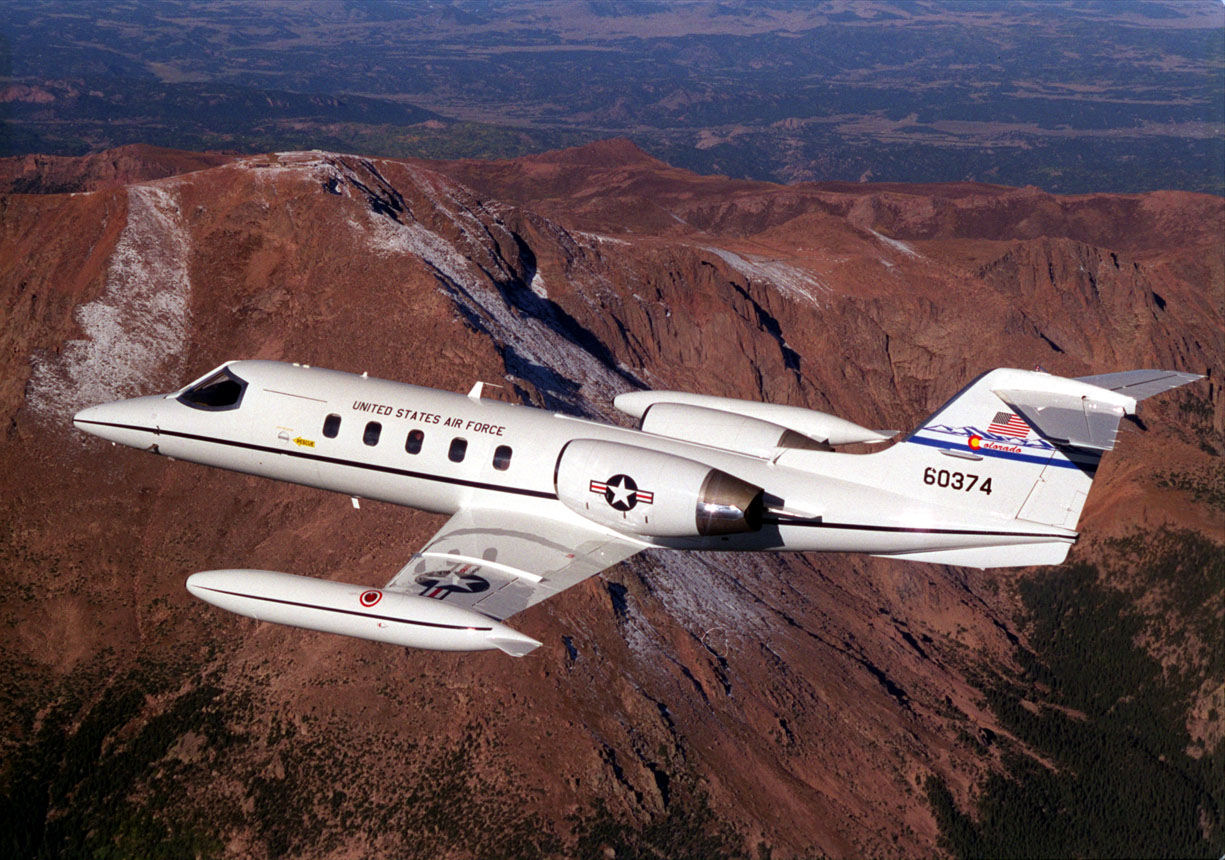
200th Airlift Squadron - C-21A Learjet

Největším vojenským uživatelem se stalo USAF, které v roce 1983 objednalo formou pronájmu 80 strojů Gates Learjet 35A, které obdržely typové označení C-21A. Dodávka byla realizována v období od dubna 1984 do října 1985. Jejich úlohou ve vojenském letectvu Spojených států se stala přeprava VIP osob a nákladu a rovněž letecká lékařská služba. Nejvíce Learjetů tak operovalo u 375. křídla letecké evakuace. Další letouny byly určeny pro přepravu vyšších velících důstojníků na řadě základen USAF v USA, Japonsku a Německu. V září 1987 USAF využilo odkoupení všech pronajatých strojů za cenu 180 miliónů dolarů. V létě roku 1987 zařadila čtyři kusy C-21A do své výzbroje také Národní garda Spojených států amerických.
Druhým největším světovým vojenským uživatelem se stala Brazílie, která převzala 12 kusů letounů Learjet 35, v Evropě pak letectvo Jugoslávie, kde od 80. let létala ve vojenských a vládních službách více než desítka Learjetů verzí 24, 25 a 35. Dalšími operátory se stalo např. Japonsko, které odebralo pět kusů letounů pod vojenským označením U-36A Learjet, Irák (6 kusů Learjet 35A), Finsko (3 kusy Learjet 35A), Thajsko (3 kusy Learjet 35A) a Argentina (5 kusů Learjet 35A).
Ve vojenské oblasti jsou Learjety využívány k radioelektronickému boji, protiponorkovému a pohraničnímu hlídkování, průzkumu, vlekání terčů a jako řídící stanoviště a nosiče přehledových radiolokátorů.

## Rekordy Learjetů
Ve dnech 23. až 26. května 1966 uskutečnil prototyp Learjetu 24 řízený Henry Beairdem let kolem světa, při kterém ustanovil ve své kategorii 18 světových rekordů. Během letu o délce 36 995 km, který trval 50 hodin 39 minut čistého letového času byli na palubě také piloti Rick King a John O. Lear a pozorovatel John Zimmerman.
17. května 1976 odstartoval z Denveru Gates Learjet 36 profesionálního golfového hráče Arnolda Palmera k etapovému obletu zeměkoule. Trasu dlouhou 36 989,96 km překonal Palmer společně s Jamesem Birem za 48 hodin 48 minut čistého letového času. Průměrná rychlost 644,107 km/h znamenala získání světového rekordu ve třídě C-1-g.
Ve dnech 19. a 20. února 1979 ustavil Neil Armstrong sérii pěti rekordů v kategorii C-1-e. V druhý den svých rekordních pokusů dosáhl ustáleného horizontálního letu ve výšce 15 584,6 m, což znamenalo světový rekord ve výšce v horizontálním letu a ve výšce dosažené bez platícího zatížení.

## Přehled letadel
- Learjet 23 (Lear Jet)
- Learjet 24 (Lear Jet & Gates Learjet)
- Learjet 25 (Lear Jet & Gates Learjet)
- Learjet 28 (Gates Learjet)
- Learjet 29 (Gates Learjet)
- Learjet 31 (Lear Jet & Gates Learjet)

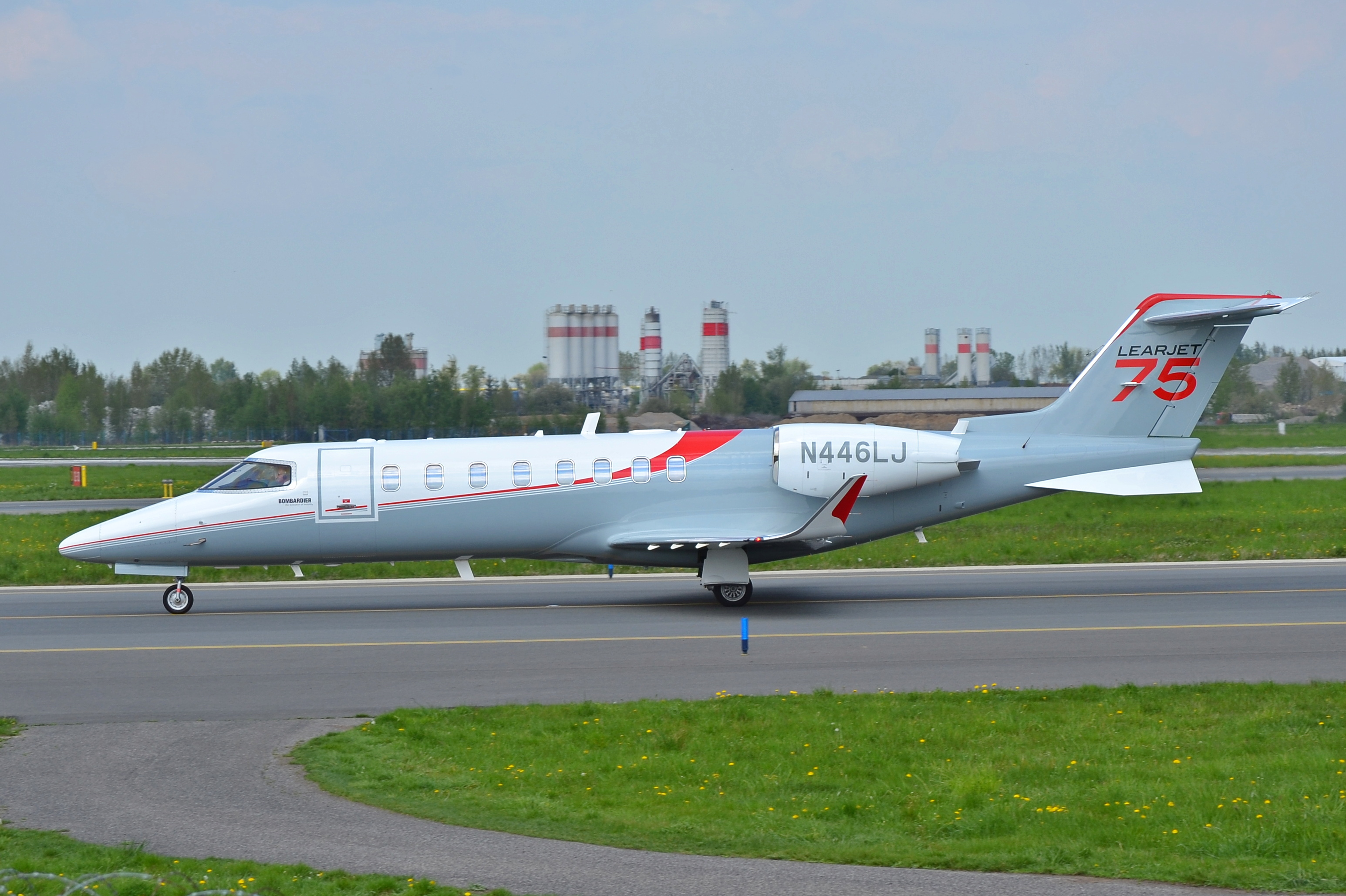
Learjet 75 (N446LJ)

- Learjet 35 (Learjet, Gates Learjet)
- Learjet 36 (Gates Learjet)
- Learjet 40 (Learjet)
- Learjet 45 (Learjet)
- Learjet 55 (Gates Learjet)
- Learjet 60 (Learjet)
- Learjet 70/75 (Learjet)
- Learjet 85 (Learjet)

## Galerie

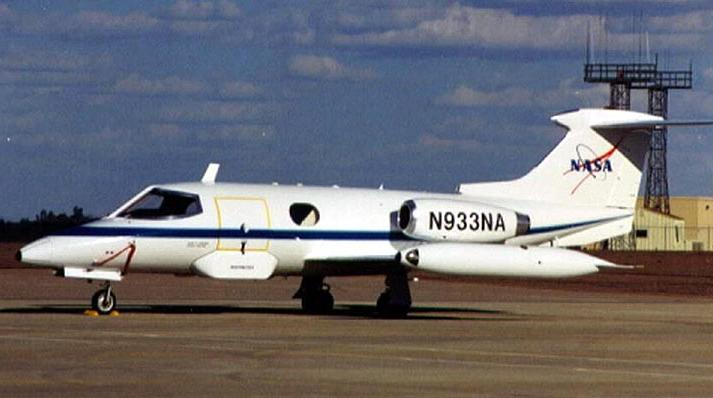
Learjet 23
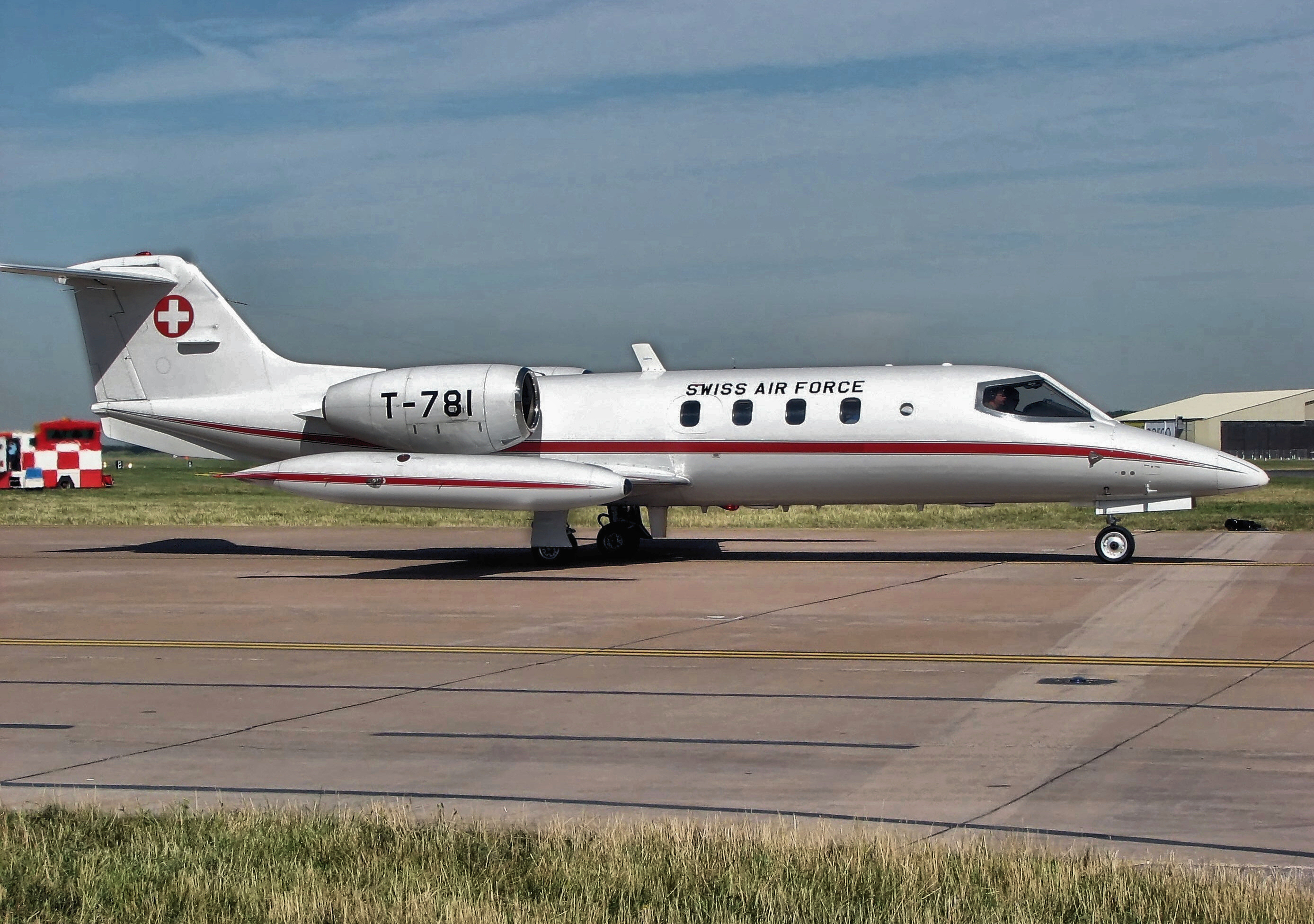
Learjet 35
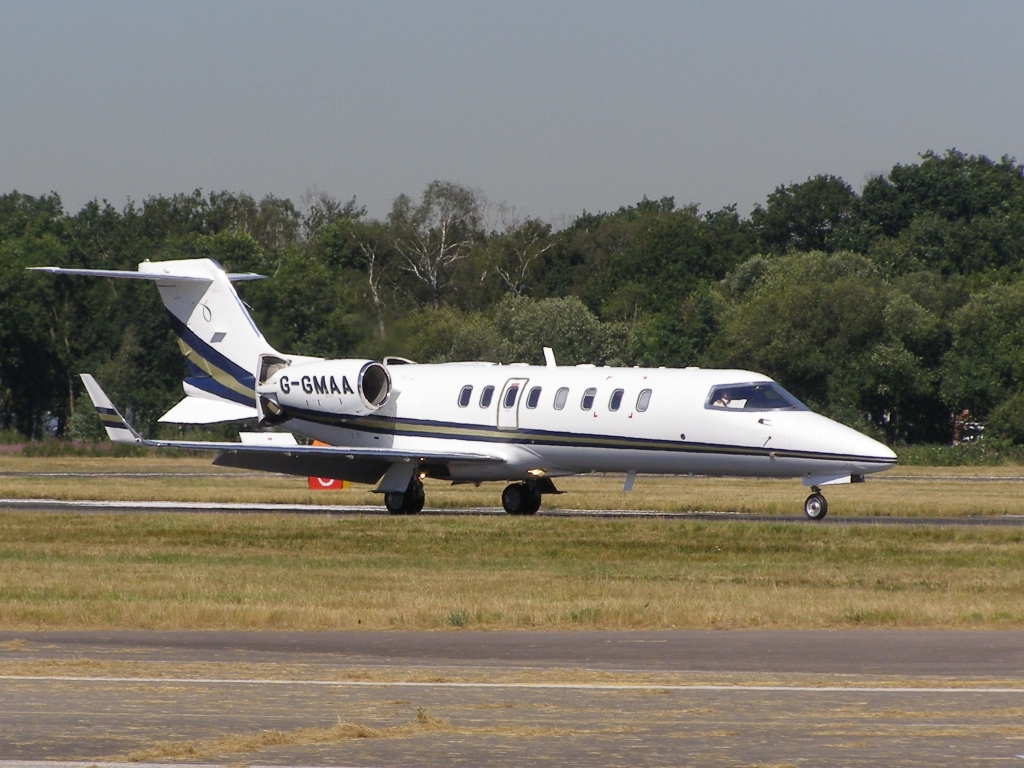
Learjet 45
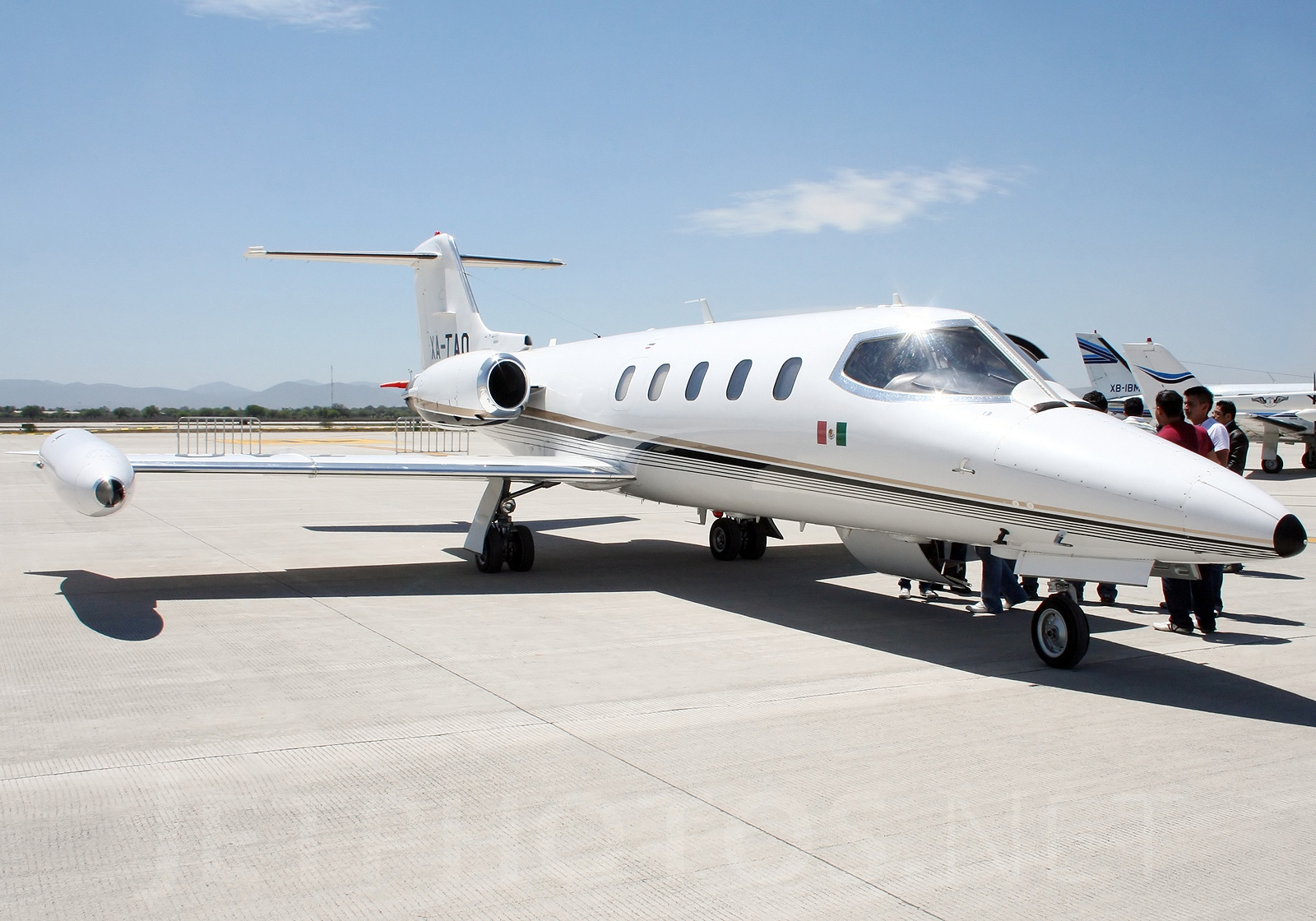
Learjet 25

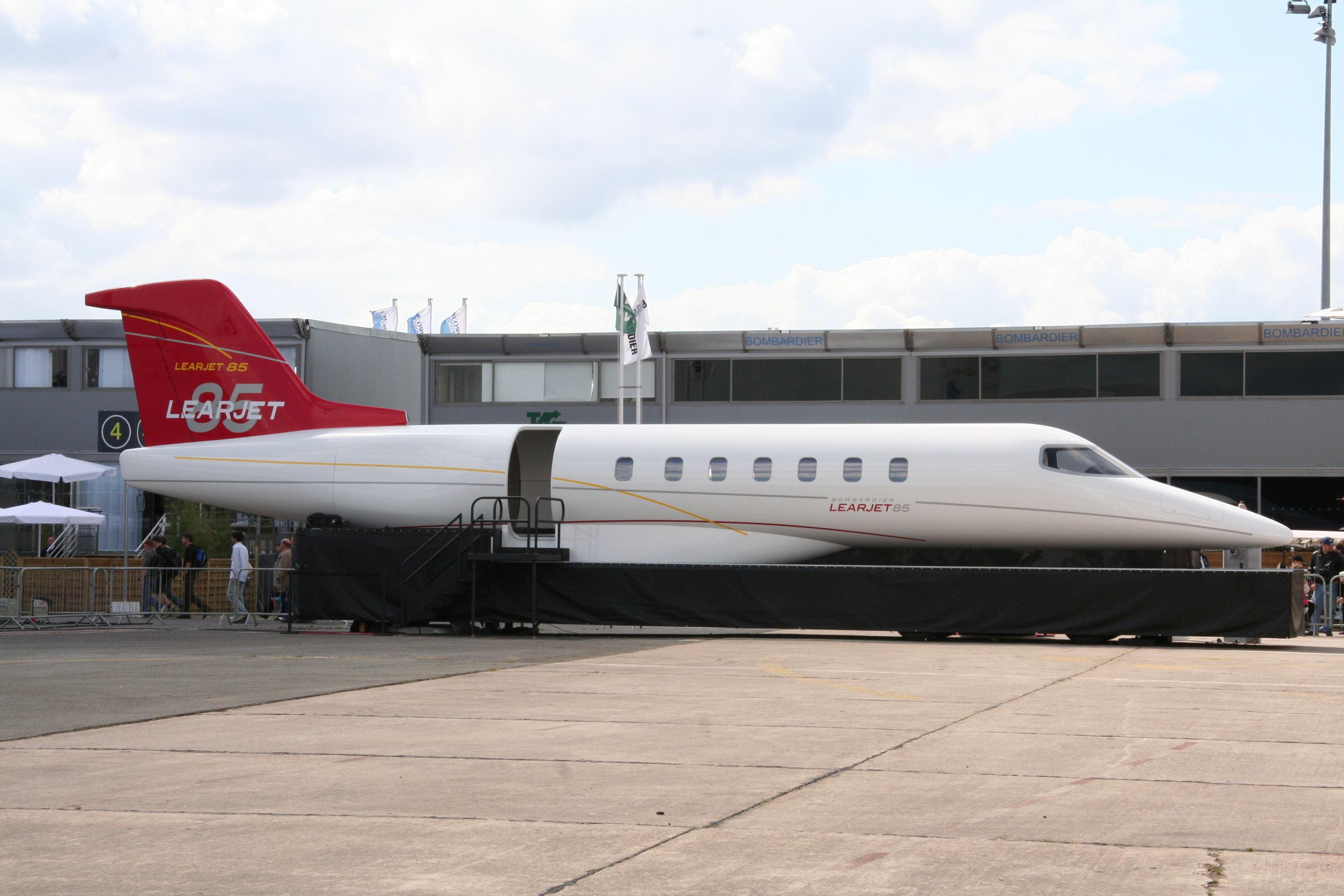
Learjet 85
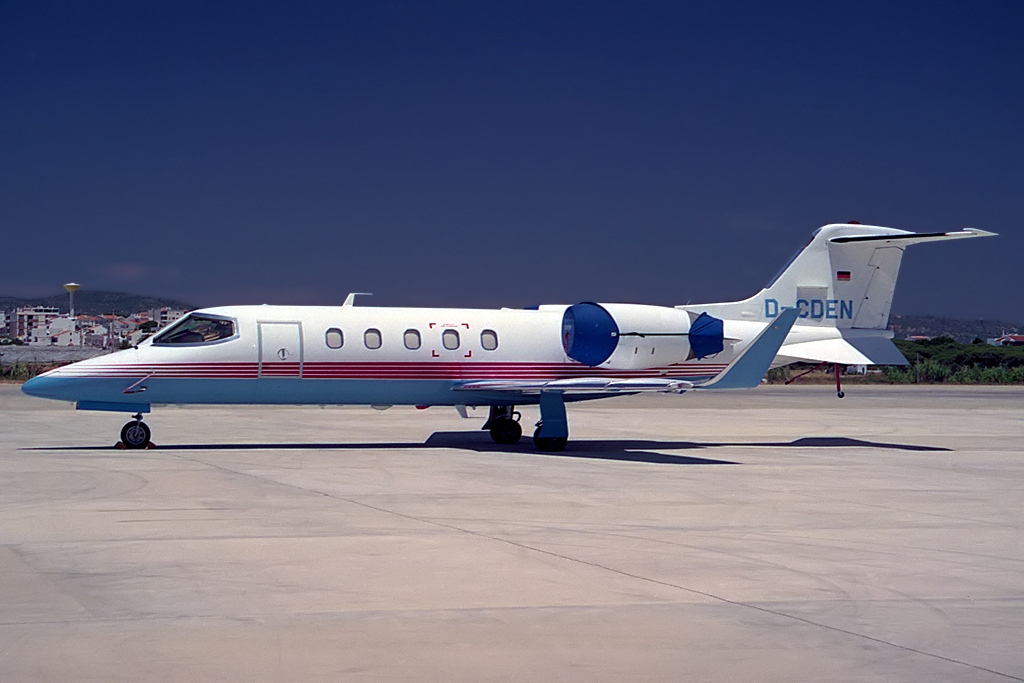
Learjet 31
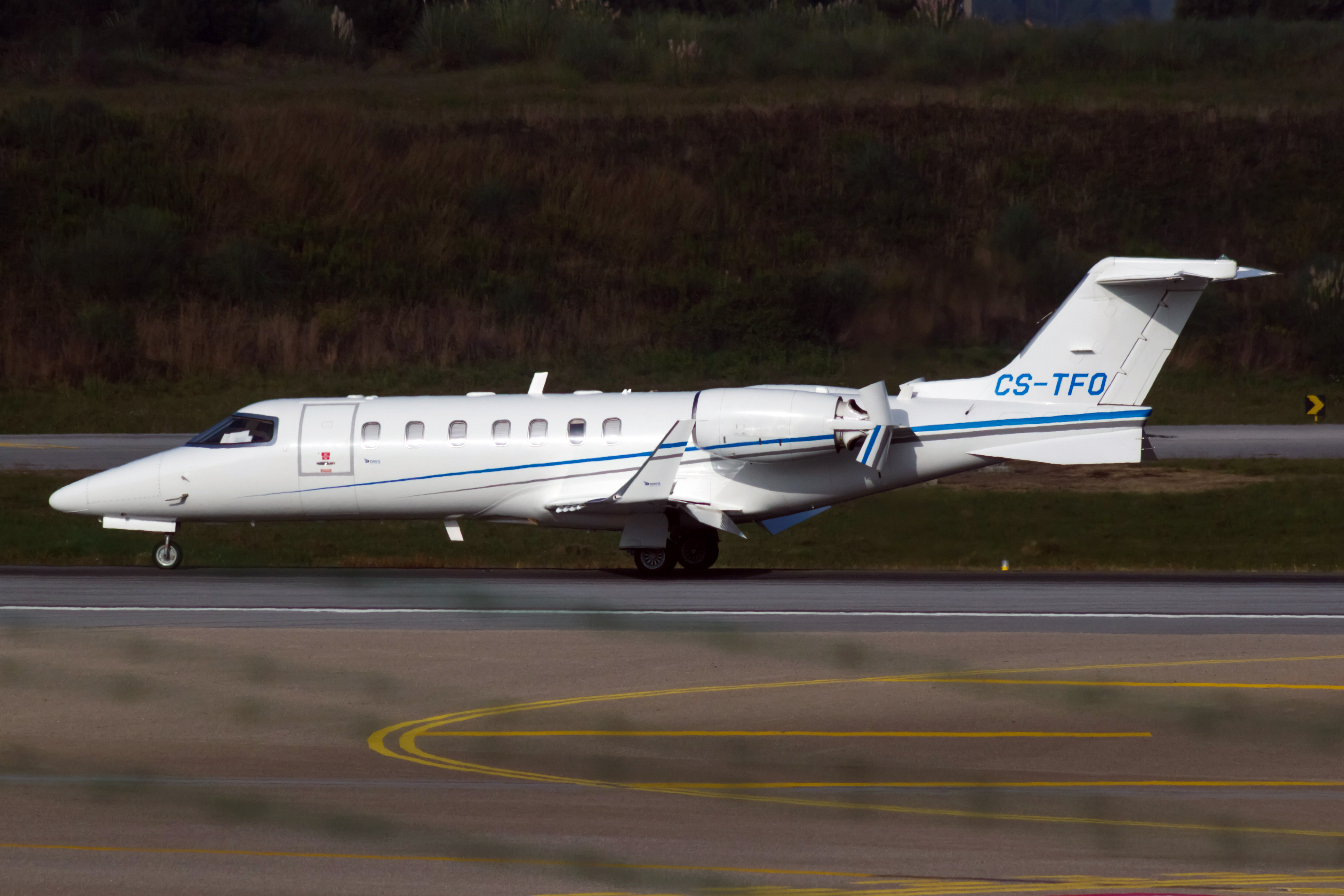
Learjet 40
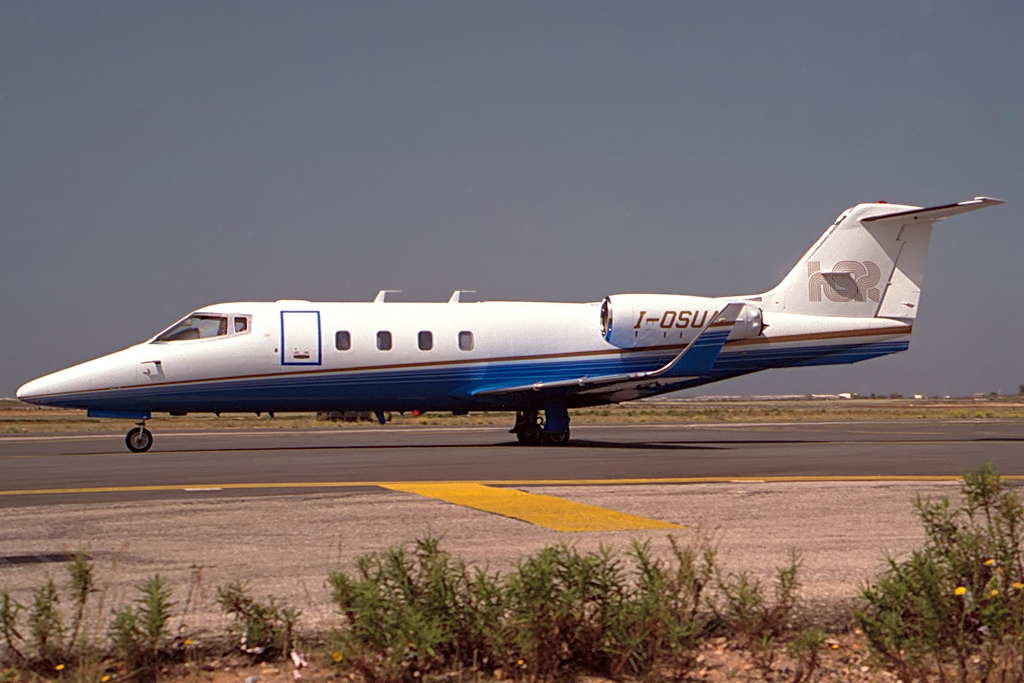
Learjet 55